# Hugo: Cannon Cruise
Hugo: Cannon Cruise è un videogioco del 2004 di genere avventura dinamica, il quale è il trentasettesimo titolo in ordine di produzione della serie di Hugo. Esso venne sviluppato e pubblicato da ITE Media per Microsoft Windows e PlayStation 2.

## Trama
La leggenda narra che nell'antichità la potente maga Aiduna piantò un melo magico sulla sua isola, i cui frutti sono in grado di esaudire tre desideri qualsiasi di chi li possiede. Questa mela magica matura ogni mille anni. Dopo la morte di Aiduna, l'albero fu nascosto nella sua tomba e la posizione della tomba stessa andò perduta. Molti anni dopo, una mappa con l'ubicazione della tomba di Aiduna cade nelle mani della malvagia strega Scilla, che inizia a cercarla. Il suo obiettivo è distruggere il mondo intero in generale e il suo principale nemico, il troll Hugo, in particolare. Per aprire il sigillo magico che chiude l'ingresso della tomba, è necessario estrarre dal fondo del mare quattro statue delle sorelle di Aiduna. Più o meno nello stesso periodo, Hugo, insieme al suo amico tucano Fernando, salpa a bordo della sua veloce goletta, armata di cannone e mine, per pescare nelle acque del fiordo di Triggi Troll. Improvvisamente, la sua nave si imbatte in uno squadrone di pirati: gli scagnozzi di Scilla. Dopo aver sistemato le loro navi, Hugo viene a conoscenza della mela magica e dell'interesse di Scilla, che lo spinge a partire immediatamente alla ricerca del manufatto per sventare i piani insidiosi della strega. I rivali di Hugo su questo percorso sono i sostenitori di Scilla: vichinghi, castori romani e pirati, e poi la flotta di Scilla stessa.

## Modalità di gioco
Hugo: Cannon Cruise è articolato in quindici livelli, in ognuno dei quali al giocatore viene chiesto di completare una serie di missioni, in particolare distruggere navi nemiche, bonificare campi minati e raccogliere la magia dalle navi distrutte. Ogni livello di gioco è un piccolo arcipelago, sotto il controllo del giocatore c'è la goletta di Hugo. L'arsenale della nave include un cannone che spara palle di cannone e un set limitato di mine a ricerca che possono inseguire una nave nemica in transito. Il numero di palle di cannone e mine è limitato, possono essere rifornite a spese dei trofei degli avversari distrutti e diverse casse di munizioni si possono trovare nel mondo di gioco. Inoltre, nelle casse si possono trovare potenziamenti di velocità per la goletta e il cannone. Gli avversari sono divisi in due tipologie: navi nemiche e torri di combattimento fisse. Nell'angolo destro si trova la barra della salute del giocatore; quando la barra è vuota, la nave del troll affonda e Hugo fa un commento casuale e piuttosto caustico. La salute può essere ripristinata dai relitti delle navi nemiche affondate, che possono cadere solo con una certa probabilità: oltre ai relitti, possono cadere scatole con palle di cannone e mine, così come una mina nemica. Un altro modo per riparare la nave a volte è quello di usare banchi di pesci che nuotano nel mare, che possono essere "colpiti" dal cannone della nave.

## Accoglienza
Nella sua nativa Danimarca, la versione PlayStation 2 di Hugo: Cannon Cruise era premiato con un punteggio di 7/10 da GameSector, e tre stelle su sei da Geek Culture. Al contrario, la stessa versione ottenne negativamente un due stelle su cinque da Wirtualna Polska e un 9/20 da Jeuxvideo.com; quest'ultimo sito lo rivolge ai fan sfegatati di Hugo. Spazio Games gli assegna un 4/10, ritenendolo un prodotto sbagliato in tutto e per tutto che non doveva vedere mai la luce.
Quella invece per PC ricevette le percentuali del 30% da Absolute Games e del 64% da PC Games. Il primo nota che il design di gioco noioso si sposa con un gameplay monotono, mentre il secondo riconosce che i comandi sono estremamente semplici e la grafica sorprende con graziose esplosioni.